# Записки юного лікаря
«Записки юного лікаря» – цикл оповідань Михайла Булгакова, опублікованих у 1925 – 1926 роках у журналах «Мединский работник» і «Красная панорама». До циклу входять оповідання «Рушник із півнем», «Сталеве горло», «Хрещення поворотом», «Хуртовина», «Темрява єгипетська», «Зникле око», «Зоряний висип».

## Склад циклу
Загалом в цикл входять сім оповідань.
Чотири з них мали підзаголовок або примітку «Записки юного лікаря» . У виносці до «Темряви єгипетської» написано: «З книги «Записки юного лікаря», яка готується до видання» . У «Сталевому горлі» підзаголовок інший: «Оповідання юного лікаря» . «Зоряний висип» не містить жодних вказівок на належність розповіді до якогось циклу або книги.
Уперше, у вигляді циклу, в 1963 році були опубліковані шість оповідань, що збереглися в архіві письменника. Сьоме оповідання, «Зоряний висип», знайшла й  опублікувала лише в 1981 році літературознавчиня Лідія Яновська. У коментарі до публікації Л.Яновська вперше висловила припущення про належність твору до циклу «Записок юного лікаря», і незабаром це припущення стало загальноприйнятим. У публікації 1963 року назва «Сталеве горло» була замінена на «Срібне горло», спостерігались спотворення тексту. Датування подій також було змінено: замість булгаковського 1917 року скрізь стояв 1916 рік. Зроблено це було, можливо, через цензуру і бажання видавництва поєднати час дії оповідань з часом роботи самого Булгакова в селі Микільському  (Сичівський повіт Смоленської губернії), де він обіймав посаду земського лікаря. Порядок розташування перших оповідань у циклі належить авторству Е. З. Булгакової.
У 1927 році Булгаков опублікував оповідання «Морфій». За тематикою воно є аналогічним «Запискам юного лікаря», але більшість дослідників заперечує його належність до циклу через деякі відмінності (як у змісті, так і у формі викладу) та через відсутність будь-яких вказівок на його належність до циклу «Записок».

## Театральні постановки
| Рік  | Країна  | Театр                                             | Назва                               | Режисер       | Інсценування | Виконавець   | Прем'єра               |
| ---- | ------- | ------------------------------------------------- | ----------------------------------- | ------------- | ------------ | ------------ | ---------------------- |
| 2007 | Україна | Київський академічний драматичний театр на Подолі | «Щоденник молодого лікаря»          | В. Ю. Малахов |              |              | 29 листопада 2007 року |
| 2016 | Росія   | Санкт-Петербурзький театр «Мастерская»            | «Записки юного лікаря», моновистава | Г. М. Козлов  | М. Л. Блінов | М. Л. Блінов | 30 квітня 2016 року    |